# Utac
L’Utac (Union technique de l'automobile, du motocycle et du cycle) est un groupe privé français fondé en 1945, qui opère dans les domaines de la mobilité terrestre : véhicules légers, poids lourds, véhicules agricoles, véhicules militaires, motocycles et cycles.

## Présentation
L'Utac est propriétaire de l'autodrome de Linas-Montlhéry et du circuit de Mortefontaine. L'organisme a créé une cellule événementiel nommée Évent et Formation qui gère les manifestations sur ses sites, en semaine comme les week-ends.
Les prestations commercialisées par l'Utac s'adressent principalement aux constructeurs automobiles et aux équipementiers.
L'Utac réalise des essais de mise au point, de développement et de validation au sein de ses laboratoires. Ils concernent la compatibilité électromagnétique (CEM), l'acoustique, les émissions/pollution moteurs, la fatigue et l'endurance, la sécurité passive et active des véhicules, la liaison au sol. En 2017, l'Utac et l'entreprise de travaux publics Colas ont signé un partenariat dans le cadre des véhicules autonomes et des routes intelligentes.
L'Utac est chargée par les autorités françaises de procéder à tous les essais visant à établir la mise en conformité des véhicules et de leurs équipements avec les directives édictées par la Commission européenne. L'entreprise compte parmi les laboratoires officiels de l'organisme indépendant européen Euro NCAP. Utac procède également à des tests à la demande des Nations unies. En 2021, le groupe emploie 1280 personnes en France, au Royaume-Uni, en Finlande, au Maroc, aux États-Unis, en Chine, en Russie et au Japon. Il exploite des centres d'essais à Millbrook (Bedfordshire) et Leyland (Lancashire) au Royaume-Uni ainsi qu'à Ivalo en Finlande. En 2021, un centre d'essais doit ouvrir à Oued Zem au Maroc.
L'entreprise est partenaire des pouvoirs publics français et est présente dans plusieurs groupes de travail dans les instances de Genève et de Bruxelles afin de participer à l'élaboration des évolutions réglementaires mondiales et européennes.
Le groupe est détenu majoritairement depuis fin 2020 par la société d'investissement Eurazeo, avec le fonds de private equity FCDE et le Comité des constructeurs français d'automobiles.

### Historique
L'Union technique de l'automobile, du motocycle et du cycle (UTAC) est créé en 1945 sous la forme d'une union de syndicats regroupant les équipementiers et constructeurs automobiles (émanation du Bureau de normalisation français de l'automobile) et s'installe l'année suivante à l'autodrome de Linas-Montlhéry ouvert en 1924 où elle installe ses premiers laboratoires. L'année 1956 voit ouverture du centre d'essais de Mortefontaine.
En 1973, l'Utac devient propriétaire de Linas-Montlhéry et en 1975, ouverture des laboratoires acoustique, moteur et sécurité passive.
L'année 1987 voit le développement d'un pôle de certification. En 1991, l'Utac est désignée comme Organisme Technique Central (OTC) du contrôle technique des véhicules en France via le décret no 91-1021 du 4 octobre 1991. En 1993, ouverture du laboratoire CEM (Compatibilité électromagnétique).
L'Utac fait construire en 1998 un nouveau bâtiment destiné à la sécurité passive (CESPA). En 2001, elle reçoit l'accréditation Euro NCAP.
En 2008, l'Utac fait l'acquisition du Centre d'essais et de recherches automobiles de Mortefontaine (CERAM) dans l'Oise, auparavant propriété de Pininfarina.
En 2012, création de la marque Paris Auto Events, qui assure les prestations évènementielles de l'Utac.
En 2013, création du groupe Utac Ceram. Ceram devient Centre d'essais et de recherche appliqué à la mobilité, ouverture de l'École de formation à la conduite automobile Montlhéry et Mortefontaine (CERAM) et création de la société (SAS) Event et Formation.
En 2020, l'Utac annonce le rachat de la société britannique Millbrook. En 2021 et à la suite de ce rachat, le groupe Utac Ceram Millbrook simplifie son nom pour redevenir Utac.

## Eventet Formation (EEF)
L’UTAC gère ou organise les manifestations, événementiels, salons ou expositions du groupe sur les sites de Montlhéry et Mortefontaine. Ces événements se déroulent généralement les week-ends, la semaine étant réservée aux essais constructeurs.